# Навия, Рейнальдо
Рейнальдо Марселино Навия Амадор (исп. Reinaldo Marcelino Navia Amador; род. 10 мая 1978, Кильота, Чили) — чилийский футболист, выступавший на позиции нападающего. Известен по выступлениям за клубы «Сантьяго Уондерерс», «Эстудиантес Текос», «Америка» и сборную Чили. Участник Олимпийских игр 2000 года в Сиднее.

## Клубная карьера
Навия начал карьеру в клубе «Сантьяго Уондерерс». В 1995 году в возрасте 17 лет он дебютировал за основную команду в чилийской Примере B. В том же году Рейнальдо помог клубу выйти в элиту. Навия быстро стал основным нападающим и забивал почти в каждом втором матче. После нескольких успешных сезонов он перешёл в мексиканский «Эстудиантес Текос». В новом клубе Навия не снизил планку и забил 32 мяча в 67 матчах за два сезона. В 2003 году он присоединился к «Монаркас Морелия», став по итогам сезона одним из лучших снайперов чемпионата. Несмотря на устойчивый интерес к Навия в Европе, он остался в Мексике, заключив трёхлетний контракт со столичной «Америкой». Сумма трансфера составила 1,4 млн евро. 4 января 2004 года в матче Интерлиги против «Атланте» Рейнальдо дебютировал за новую команду. В этом же поединке он сделал «дубль», забив свои первые голы за «Америку». В матче против «Крус Асуль» Навия дебютировал за клуб в мексиканской Примере. В поединке против «Веракрус» он забил свой первый гол в чемпионате за «Америку». 11 мая в дерби против «Гвадалахары» Навия забил победный гол ударом через себя в падении. В ноябре он получил серьёзную травму колена, которая оставила его вне игры на восемь месяцев. В том же году Рейнальдо стал чемпионом Мексики.
В начале 2006 года Навия покинул «Америку» и непродолжительное время выступал за «Монтеррей», «Сан-Луис» и «Атлас».
В 2007 году он присоединился к аргентинскому «Расингу» из Авельянеды. 3 октября в матче против «Тигре» Рейнальдо дебютировал в аргентинской Примере. 17 мая 2008 года в поединке против «Бока Хуниорс» Навия забил свой первый гол за «Расинг». Летом 2008 года ввиду невысокой результативности Рейнальдо был продан в эквадорский ЛДУ Кито, подписав однолетний контракт. 14 августа в матче Южноамериканского кубка против боливийского «Боливара» он дебютировал за новую команду. В этом же поединке Навия забил свой первый гол за ЛДУ. В матче против «Текнико Университарио» он дебютировал в эквадорской Примере. В конце года Рейнальдо помог клубу выйти в финал Клубного чемпионата мира.
Летом 2009 года трансфер Навия в «Универсидад Католика» сорвался и он перешёл в «Сантьяго Морнинг». 30 августа в матче против «Кобресаля» Рейнальдо дебютировал за новую команду. 27 сентября в поединке против «Универсидад де Чили» он забил свой первый гол за «Сантьяго Морнинг». Летом 2010 года Рейнальдо вернулся в Мексику, став футболистом «Ирапуато». 18 июля в матче против «Дорадос де Синалоа» он дебютировал в Лиге Ассенсо. 3 октября в поединке против «Ла-Пьедада» Навия сделал хет-трик, забив свои первые голы за «Ирапуато».
В начале 2011 года Рейнальдо вернулся на родину, став футболистом «Ньюбленсе». 13 марта в матче против «Универсидад Католика» он дебютировал за новую команду. Через неделю в поединке против «Унион Сан-Фелипе» Навия забил свой первый гол за «Ньюбленсе».
В начале 2012 года Рейнальдо подписал краткосрочное соглашение с американским «Атланта Силвербэкс». 8 апреля в матче против «Сан-Антонио Скорпионс» он дебютировал в NASL. 15 апреля в поединке против «Каролина Рэйлхокс» Навия сделал «дубль», забив свои первые голы за «Атланту Силвербэкс». В том же году Рейнальдо принял решение завершить карьеру.

## Международная карьера
17 января 1999 года в товарищеском матче против сборной Гватемалы Навия дебютировал за сборную Чили. 9 февраля 2000 года в поединке против Австралии он забил свой первый гол за национальную команду.
В 2000 году Рейнальдо в составе олимпийской сборной Чили принял участие в Олимпийских играх в Сиднее. На турнире он сыграл в матчах против команд Марокко, Испании, Нигерии, Южной Кореи, Камеруна и США. В поединках против марокканцев, испанцев и нигерийцев Навия забил четыре мяча.
В 2001 году Рейнальдо в составе сборной Чили принял участие в розыгрыше Кубка Америки. На турнире он сыграл в матчах против сборных Эквадора, Венесуэлы, Колумбии и Мексики. В поединке против эквадорцев Навия забил гол.
В 2007 году Рейнальдо во второй раз принял участие в розыгрыше Кубка Америки в Венесуэле. На турнире он сыграл в матчах против Эквадора.

### Голы за сборную Чили (до 23)
| #   | Дата             | Место                                       | Противник | Счёт | Результат | Соревнование          |
| --- | ---------------- | ------------------------------------------- | --------- | ---- | --------- | --------------------- |
| 01. | 14 сентября 2000 | Мельбурн Крикет Граунд, Мельбурн, Австралия | Марокко   | 1:4  | 1:4       | Олимпийские игры 2000 |
| 02. | 17 сентября 2000 | Мельбурн Крикет Граунд, Мельбурн, Австралия | Испания   | 1:2  | 1:3       | Олимпийские игры 2000 |
| 03. | 17 сентября 2000 | Мельбурн Крикет Граунд, Мельбурн, Австралия | Испания   | 1:3  | 1:3       | Олимпийские игры 2000 |
| 04. | 17 сентября 2000 | Мельбурн Крикет Граунд, Мельбурн, Австралия | Нигерия   | 3:1  | 4:1       | Олимпийские игры 2000 |

### Голы за сборную Чили
| #   | Дата            | Место                                                 | Противник  | Счёт | Соревнование                     |
| --- | --------------- | ----------------------------------------------------- | ---------- | ---- | -------------------------------- |
| 01. | 9 февраля 2000  | Региональ Чилидепортес, Вальпараисо, Чили             | Австралия  | 2:1  | Товарищеский матч                |
| 02. | 27 марта 2001   | Национальный стадион, Лима, Перу                      | Перу       | 1:3  | Товарищеский матч                |
| 03. | 11 июля 2001    | Метрополитано Роберто Мелендес, Барранкилья, Колумбия | Эквадор    | 4:1  | Кубок Америки 2001               |
| 04. | 1 сентября 2001 | Национальный стадион, Сантьяго, Чили                  | Франция    | 2:1  | Товарищеский матч                |
| 05. | 3 сентября 2003 | Монументаль, Буэнос-Айрес, Аргентина                  | Аргентина  | 2:2  | Чемпионат мира 2006 квалификация |
| 06. | 18 февраля 2004 | Стабхаб Сентер, Карсон, США                           | Мексика    | 1:1  | Товарищеский матч                |
| 07. | 6 июня 2004     | Национальный стадион, Сантьяго, Чили                  | Бразилия   | 1:1  | Чемпионат мира 2006 квалификация |
| 08. | 7 октября 2006  | Саусалито, Винья-дель-Мар, Чили                       | Перу       | 3:2  | Товарищеский матч                |
| 09. | 11 октября 2006 | Хорхе Басадре, Такна, Перу                            | Перу       | 1:0  | Товарищеский матч                |
| 10. | 28 марта 2007   | Фискал, Талька, Чили                                  | Коста-Рика | 1:1  | Товарищеский матч                |

## Достижения
Командные
 «Америка» (Мехико)
- Чемпион Мексики — Клаусура 2005

 ЛДУ Кито
- Финалист Клубного чемпионата мира по футболу — 2008

Международные
 Чили (до 23)
- Летние олимпийские игры — 2000